# Lotus -生まれし花-
「Lotus 〜生まれし花〜」（ロータス うまれしはな）は、工藤静香の通算37枚目のシングル。2005年2月16日に発売された。発売元はポニーキャニオン。

## 概要
オリジナルとしては2002年4月24日発売「maple」以来、約2年10か月ぶりとなるシングル。その間に工藤は次女の出産、育児を経て、気負いなく自然体な姿で望んだ作品となっている。本作から、古巣のポニーキャニオンに復帰した。
表題曲「Lotus 〜生まれし花〜」は、工藤自身がお母さん役で出演したダイハツ工業自動車 ″Tanto″ コマーシャルソングとして使用された。打ち込みを中心としながらも、ストリングスを活かしたドラマティックなアレンジが施されている。タイトルは、指を交差させて手と手をつなぐ様子が蓮（Lotus）のように見えたことからつけられた（発売時インタビューより）。CMで使用された英語の歌詞部分は、2005年6月1日発売アルバム『月影』では日本語で歌われた。ちなみに『月影』は、工藤が「過去発売したアルバムの中で一番好き」と明言している。表題曲がCMソングに使用される前は、松田聖子の「SWEET MEMORIES」を工藤がカバーしたものが流されていた。同曲はノベルティとしてCD製作・配布されたが一般には未発売となっている。
カップリング曲「Simple」では、ブラック・ミュージックを採り入れたサウンドを構築している。この曲で工藤は、″バウンス16ビート″という、日本人には歌唱が難しいと云われるリズムに挑戦している。

## 収録曲
1. Lotus 〜生まれし花〜（5:17） 
作詞：山口寛雄・愛絵理　作曲：山口寛雄　編曲: 中野定博
2. Simple（5:17）
作詞・作曲・編曲：小幡英之
3. Lotus 〜生まれし花〜（less vocal）

## 収録アルバム
- Lotus 〜生まれし花〜
  - Shizuka Kudo 20th Anniversary the Best
- Lotus 〜生まれし花〜 （Album Version）
  - 月影 （16th アルバム）
- Simple
  - 20th Anniversary B-side collection

## 関連事項
- ダイハツ工業
- 2005年の音楽

### 歌詞
- Lotus -生まれし花- - 歌ネット